# Karel De Plyn

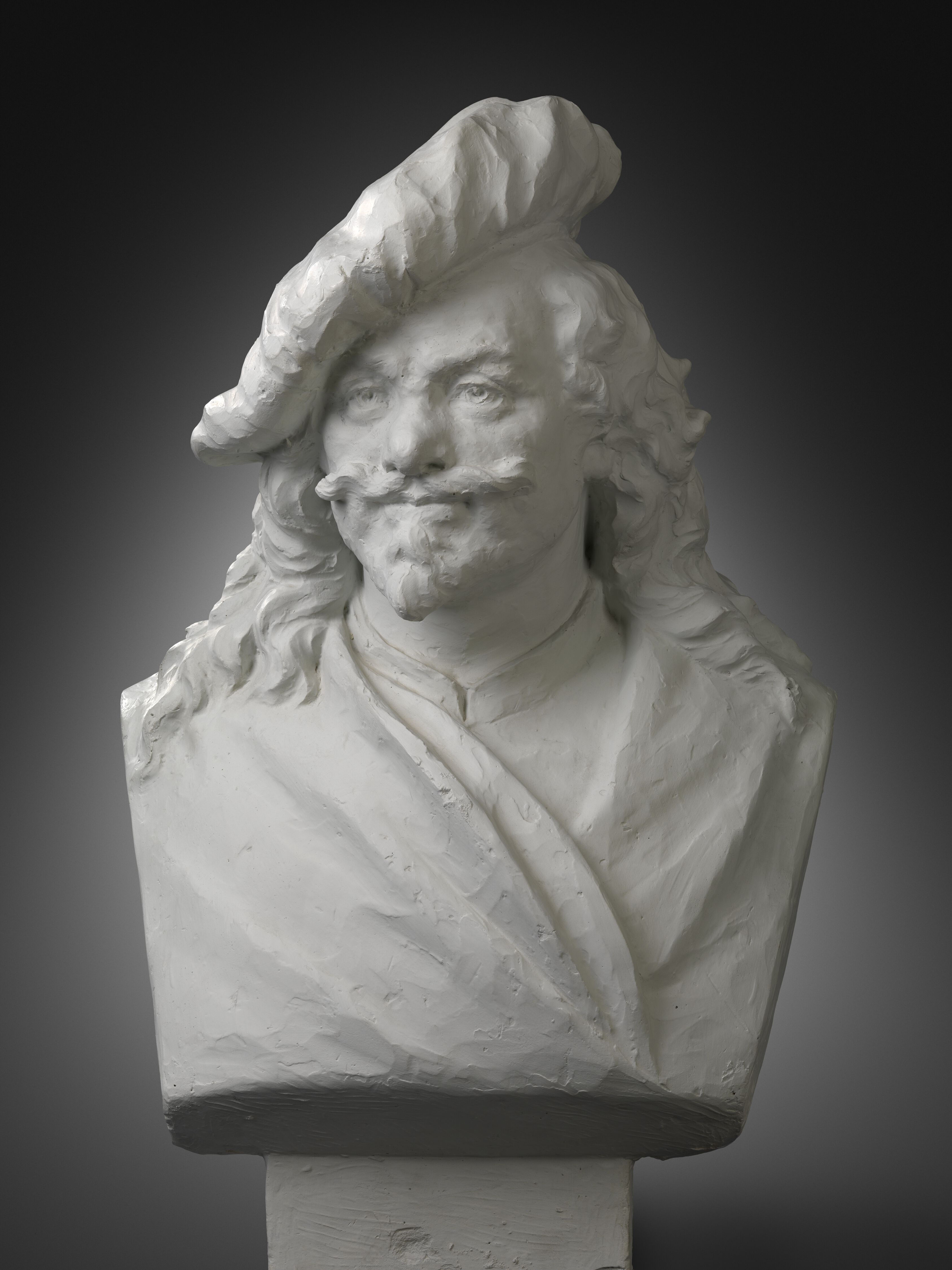
De schilder Rembrandt (1891)

Joannes Carolus (Karel) De Plyn (Antwerpen, 15 februari 1827 – Lier, 6 oktober 1911) was een Belgisch beeldhouwer.

## Leven en werk
Karel De Plyn was een zoon van blikslager Joannes Baptista De Plyn en Anna Catharina Meulepas en een tweelingbroer van Eugène De Plyn. De broers werkten een aantal keren samen aan opdrachten voor beeldhouwwerk.
De Plyn maakte onder meer beelden voor de deur van het stadhuis van Antwerpen en een buste van Rembrandt voor de loggia aan de voorgevel van het Koninklijk Museum voor Schone Kunsten Antwerpen (KMSKA). Hij nam onder andere deel aan de Salon van Gent (1874).
Karel De Plyn overleed op 84-jarige leeftijd in het Sint-Elisabethgastuis in Lier.

## Enkele werken
- 1891: De schilder Rembrandt, voorgevel KMSKA in Antwerpen.
- figuren voor de deur van het stadhuis van Antwerpen.

- RKD-Nederlands Instituut voor Kunstgeschiedenis: 331169